# 张金如
张金如（1959年12月—），浙江桐乡人，汉族，中华人民共和国政治人物、第十一届全国人民代表大会浙江地区代表。

## 生平
1981年4月參加工作。毕业于香港理工大学高级工商管理专业，是中共党员。曾任绍兴市市长、中共绍兴市委书记。2008年起担任全国人大代表。